# Голишів (Луцький район)
Го́лишів — село в Україні, у Луцькому районі Волинської області. Входить до складу Боратинської сільської громади. Населення становить 339 осіб.

## Історія
До 5 липня 2017 року село підпорядковувалось Боратинській сільській раді Луцького району Волинської області.
12 червня 2020 року, відповідно до розпорядження Кабінету Міністрів України № 708-р «Про визначення адміністративних центрів та затвердження територій територіальних громад Волинської області», село увійшло у склад Боратинської сільської громади.
19 липня 2020 року, в результаті адміністративно-територіальної реформи та ліквідації  Луцького району, село увійшло до складу новоутвореного Луцького району.

## Населення
Згідно з переписом УРСР 1989 року, чисельність наявного населення села становила 318 осіб, з яких 140 чоловіків та 178 жінок.
Відповідно до перепису населення України 2001 року, в селі мешкало 338 осіб.

### Мова
Розподіл населення за рідною мовою за даними перепису 2001 року:
| Мова       | Відсоток |
| ---------- | -------- |
| українська | 99,41 %  |
| російська  | 0,59 %   |

## Пам'ятки археології
1. За 0,5 км на захід від села, в урочищі Замчисько, на видовженому мисі лівого берега Чорногузки — двошарова пам'ятка волино-люблінської і трипільської культур. Розкопками М. Пелещишина у 1972—1973 рр. досліджено майже всю її площу (близько 2000 м²). Відкрито 14 наземних жител, 2 напівземлянки і 35 господарських ям пізнього етапу трипільської культури. Зібрано значну кількість знарядь праці з кременю, каменю, рогу і кістки, уламків глиняного посуду, тягарців до ткацького верстату і пряслиць, а також знайдено декілька зооморфних фігурок. На поселенні виявлено 5 скорчених поховань волино-люблінської культури, які датуються 3200-3100 рр. до н. е., та три овальні котловани від землянок розмірами 3-4х2,2-2,5 м, велике вогнище діаметром близько 2 м від наземного житла і декілька господарських ям. Скорчені тілопокладання орієнтовані головами на південь. Вони супроводжувались двома-трьома ліпними посудинами з характерним реберчастим профілем, конічними мисками, чашами, кістяними проколками і уламками зернотерток.
2. За 1 км на захід від села, на лагідному схилі лівого берега р. Чорногузки — поселення культури лінійно-стрічкової кераміки.
3. За 2,5 км на захід від села, на мисі першої надзаплавної тераси лівого берега р. Чорногузки — поселення культури лінійно-стрічкової кераміки. Розкопками Г. Охріменко досліджено територію площею 1044 м². і виявлено залишки шести житлових об'єктів. Вони представлені наземними і незначно заглибленими в ґрунт спорудами. Перші з них мали наближено-трапецієподібну форму розмірами 4х5,5 та 5×10 м. По центрі долівки простежено залишки вогнищ, а попід стінками, як з внутрішньої, так і зовнішньої сторін, зафіксовані стовпові ями діаметром 20-30 см. Конструкцію двох напівземлянок характеризують котловани від них округлої форми діаметром 1-1,2 м, завглибшки до 1-1,8 м. В одному із жител відкрито чотири ями, у другому — дві. В межах житлових споруд зібрано значну кількість виробів з каменю, кременю і кістки, остеологічних решток, а також уламків ліпного посуду, орнаментованого лінійно-нотним і пластинчастим декором. Час існування пам'ятки припадає на 4300-4200 рр. до н. е.
4. За 3 км на захід від села, по обидві сторони від залізничного полотна, на лівому березі р. Чорногузки — багатошарове поселення культур лінійно-стрічкової кераміки, волино-люблінської і кулястих амфор площею до 2,0 га.

## Відомі люди
- Хомяк Віктор Борисович (1958—2014) — захисник Майдану, Герой України.